# 108 Dywizja Strzelecka (ZSRR)
108 Bobrujska Dywizja Strzelecka odznaczona Orderem Lenina i Czerwonego Sztandaru ros. 108-я стрелковая Бобруйская ордена Ленина, Краснознамённая дивизия (108 DS) – związek taktyczny piechoty Armii Czerwonej.
Dywizja została sformowana w 1939. Stacjonowała w Wiaźmie.

## Struktura organizacyjna
31 maja 1941
- Dowództwo 108 Dywizji Strzeleckiej
- 407 Pułk Strzelecki
- 444 Pułk Strzelecki
- 539 Pułk Strzelecki
- 575 Pułk Artylerii Lekkiej
- 585 Pułk Artylerii Haubic